# Miocen

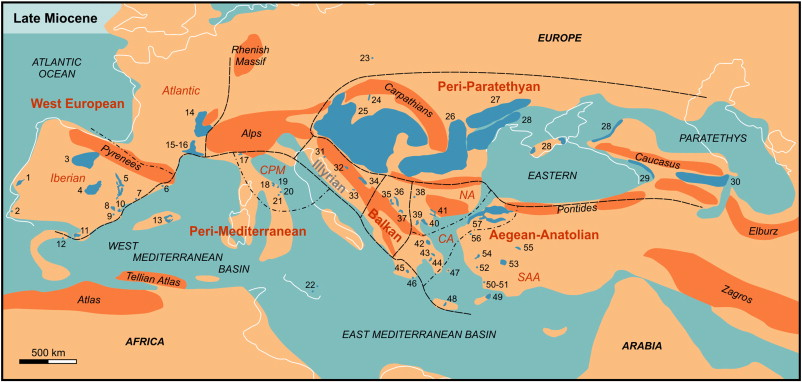
Europa în miocenul târziu

Miocenul este prima epocă geologică a perioadei neogene și se extinde de la aproximativ 23,03 până la 5,333 milioane de ani în urmă (Ma). Miocenul a fost numit de geologul scoțian Charles Lyell; numele provine de la cuvintele grecești μείων (meíōn, „mai puțin”) și καινός (kainós, „nou”) și înseamnă „mai puțin recent” deoarece are cu 18% mai puține nevertebrate marine moderne decât pliocenul. Miocenul este precedat de oligocen și este urmat de pliocen.
Pe măsură ce Pământul a trecut de la oligocen prin miocen la pliocen, clima s-a răcit încet până la o serie de ere glaciare. Granițele miocenului nu sunt marcate de un singur eveniment global distinct, ci constau mai degrabă din granițe definite regional între oligocenul mai cald și epoca pliocenă mai rece.
În miocenul timpuriu Afro-Arabia s-a ciocnit cu Eurasia, întrerupând legătura dintre Oceanul Mediteran și Oceanul Indian și permițând să aibă loc un schimb faunistic între Eurasia și Africa, inclusiv răspândirea proboscidienilor în Eurasia. În miocenul târziu conexiunile dintre Atlantic și Mediterană s-au închis, ceea ce a făcut ca Marea Mediterană să se evapore aproape complet, un eveniment numit criza de salinitate messiniană. Strâmtoarea Gibraltar s-a deschis și Marea Mediterană s-a reumplut la limita dintre miocen și pliocen, un eveniment numit potopul zanclean.
Maimuțele antropoide au apărut și s-au diversificat în miocenul timpuriu (vârstele aquitaniană și burdigaliană), devenind larg răspândite în Lumea Veche. Spre sfârșitul acestei epoci și la începutul celei următoare, strămoșii oamenilor s-au despărțit de strămoșii cimpanzeilor pentru a-și urma propria cale evolutivă în ultima vârstă a miocenului, cea messiniană (7,5–5,3 Ma). La fel ca în oligocenul anterior, stepele au continuat să se extindă, iar pădurile să se reducă. În mările miocenului, pădurile de alge și-au făcut apariția pentru prima dată și au devenit curând unul dintre cele mai productive ecosisteme ale Pământului.
Plantele și animalele din miocen erau vădit moderne. Mamiferele și păsările erau larg răspândite. Balenele, pinipedele și algele se răspândeau și ele.
Miocenul prezintă un interes deosebit pentru geologi și paleoclimatologi, deoarece fazele majore ale geologiei Himalayei au avut loc în miocen, afectând musoanele din Asia, care erau interconectate cu perioadele glaciare din emisfera nordică.

## Subdiviziuni
Vârstele faunistice din miocen de la cea mai recentă la cea mai veche sunt de obicei denumite conform Comisiei Internaționale pentru Stratigrafie:
| Subepocă          | Vârstă faunistică | Interval de timp |
| ----------------- | ----------------- | ---------------- |
| Miocenul târziu   | Messinian         | 7,246–5,333 Ma   |
| Miocenul târziu   | Tortonian         | 11,63–7,246 Ma   |
| Miocenul mijlociu | Serravallian      | 13,82–11,63 Ma   |
| Miocenul mijlociu | Langhian          | 15,97–13,82 Ma   |
| Miocenul timpuriu | Burdigalian       | 20,44–15,97 Ma   |
| Miocenul timpuriu | Aquitanian        | 23,03–20,44 Ma   |

Pe plan regional se folosesc alte sisteme, bazate pe mamiferele terestre caracteristice; unele dintre ele se suprapun cu oligocenul precedent și cu pliocenul care urmează:
Epoci conform mamiferelor terestre europene
- Turolian (9,0 până la 5,3 Ma)
- Vallesian (11,6 până la 9,0 Ma)
- Astaracian (16,0 până la 11,6 Ma)
- Orleanian (20,0 până la 16,0 Ma)
- Agenian (23,8 până la 20,0 Ma)

## Paleogeografie

Japonia în miocenul timpuriu

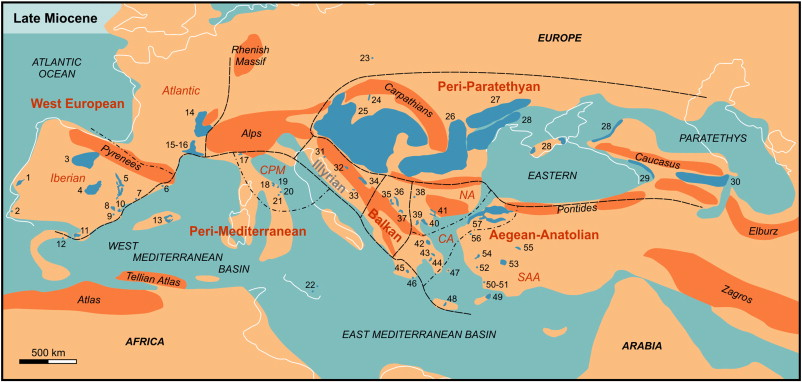
Mediterana în miocenul târziu

Continentele au continuat să se îndrepte spre pozițiile lor actuale. Dintre caracteristicile geologice moderne lipsea doar istmul dintre America de Sud și America de Nord, deși America de Sud se apropia de zona de subducție vestică din Oceanul Pacific, provocând atât ridicarea Anzilor, cât și o extindere spre sud a peninsulei mesoamericane.
Ridicarea munților avea loc în vestul Americii de Nord, Europa și Asia de Est. Sedimentele din miocen, atât cele continentale, cât și cele marine, sunt obișnuite în întreaga lume, cu aflorimente marine obișnuite în apropierea țărmurilor moderne. Expunerile continentale bine studiate pot fi întâlnite în Marile Câmpii ale Americii de Nord și în Argentina.
Tendința globală a fost spre creșterea aridității cauzată în primul rând de răcirea globală care a redus capacitatea atmosferei de a absorbi umiditatea, mai ales începând cu 7-8 milioane de ani în urmă. Ridicarea Africii de Est la sfârșitul miocenului era responsabilă în parte pentru reducerea pădurilor tropicale din acea regiune, iar Australia a devenit mai uscată după ce a intrat într-o zonă cu precipitații scăzute la miocenul târziu.

### Eurasia
Placa Indiană a continuat să se scufunde sub Placa Eurasiatică, creând noi lanțuri muntoase și ridicând Podișul Tibetan, ducând la umbre pluviometrice și aridificarea interiorului asiatic Tian-Șan a experimentat o ridicare semnificativă în miocenul târziu, împiedicând alizeele să ajungă în bazinul Tarim și uscându-l ca urmare.
La începutul miocenului marginea nordică a Plăcii arabe, pe atunci parte a continentului african, s-a ciocnit cu Eurasia; ca urmare, Oceanul Tethys a continuat să se micșoreze și apoi a dispărut pe măsură ce Africa s-a ciocnit cu Eurasia în regiunea turco-arabă. Prima etapă a acestei închideri a avut loc la 20 Ma, reducând schimbul de apă cu 90%, iar cea de-a doua etapă a avut loc în jurul a 13,8 Ma, și a coincis cu o extindere majoră a ghețarilor antarctici. Aceasta a întrerupt legătura dintre Oceanul Indian și Marea Mediterană și a format legătura terestră actuală dintre Afro-Arabia și Eurasia.  Ridicarea ulterioară a munților din regiunea de vest a Mediteranei și o scădere globală a nivelului mării s-au combinat pentru a provoca o secare temporară a Mării Mediterane (cunoscută sub numele de criza messiniană de salinitate) pe la sfârșitul miocenului. Paratethys a suferit o transgresiune semnificativă pe la începutul miocenului mijlociu. Pe la 13,8 Ma, în timpul unei scăderi globale a nivelului mării, Paratethys de Est a fost separat de oceanul global prin închiderea strâmtorii Bârlad, transformându-l efectiv într-un lac cu apă sărată. Între 13,8 și 13,36 Ma  în Paratethys central, izolat de sursele de apă dulce prin separarea sa de Paratethys de Est, a urmat o perioadă de evaporită similară cu criza messiniană de mai târziu. Din 13.36 până în 12.65 Ma Paratethys Central a fost caracterizat de condiții marine deschise, înainte ca redeschiderea strâmtorii Bârlad să aibă ca rezultat trecerea la condiții salmastro-marine în Paratethys Central, determinând Extincția Badenian-Sarmată. Ca urmare a redeschiderii strâmtorii Bârlad nivelul Paratethysului de Est a scăzut, devenind o mare din nou.
Strâmtoarea Fram s-a deschis în miocen și a funcționat ca singura legătură între Atlantic și Oceanul Arctic până în cuaternar. Datorită ridicării regionale a platformei continentale Calea Maritimă Barenț nu exista în miocen.

## Clima

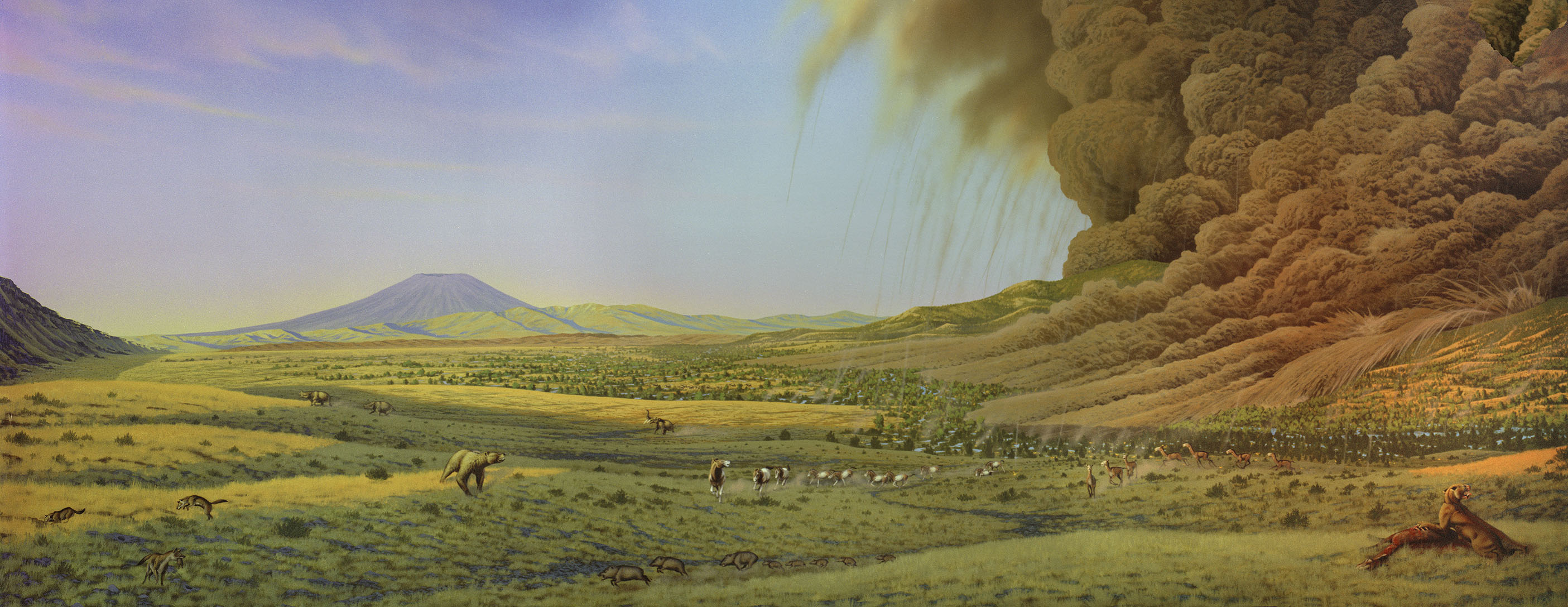
Reproducere a erupției vulcanice din Bazinul Harney, din vestul SUA, reprezentată de Formația Rattlesnake

Climatele au rămas moderat calde, deși lenta răcire globală care mai târziu a culminat cu glaciațiile din pleistocen a continuat. Cu toate că tendința de răcire pe termen lung era în plină desfășurare, există dovezi ale unei perioade calde în miocen când clima globală rivaliza cu cea din oligocen. S-a sugerat că clima din miocen să fie un bun analog al climaturilor viitoare create de încălzirea antropogenă globală, aceasta fiind deosebit de adevărat cu privire la clima globală din timpul Optimului Climatic din Miocenul Mijlociu (MMCO), pentru că atunci a fost ultima dată când nivelurile de dioxid de carbon erau comparabile cu cele prognozate pentru cele rezultate din schimbarea antropogenă a climei.
Miocenul a început cu Evenimentul de Răcire din Miocenul Timpuriu (Mi-1) în urmă cu aproximativ 23 de milioane de ani, care a marcat începutul Intervalului Rece din Miocenul Timpuriu (EMCI). Acest eveniment rece a avut loc imediat după tranziția Oligocen-Miocen (OMT) odată cu o extindere majoră a calotei de gheață din Antarctica, dar nu a fost însoțit de o scădere semnificativă a nivelurilor de dioxid de carbon din atmosferă. Atât gradienții termici continentali la latitudini mijlocii, cât și oceanici, în miocenul timpuriu erau foarte asemănători cu cei din prezent.
EMCI s-a încheiat în urmă cu 18 milioane de ani, făcând loc Intervalului Cald din Miocenul Mijlociu (MMWI), a cărui parte cea mai caldă a fost MMCO care a început acum 16 milioane de ani. Când planeta trecea în MMCO, concentrațiile de dioxid de carbon au variat între 300 și 500 ppm. Temperatura medie anuală globală a suprafeței în timpul MMCO a fost de aproximativ 18,4 °C. Căldura MMCO a fost determinată de activitatea bazalților râului Columbia și sporită de scăderea albedoului din reducerea deșerturilor și expansiunea pădurilor. Modelarea climatică sugerează factori suplimentari, momentan necunoscuți, care au contribuit la crearea condițiilor calde ale MMCO. În MMCO zona climatică tropicală s-a extins mult peste dimensiunile de astăzi. În Antarctica temperaturile medii de vară pe uscat ajungeau la 10 °C. MMCO s-a încheiat cu aproximativ 14 milioane de ani în urmă, când temperaturile globale au scăzut în perioada de Tranziție Climatică din Miocenul Mijlociu (MMCT). În această perioadă a avut loc evenimentul glaciar Mi3b (o expansiune masivă a ghețarilor antarctici). Calota de gheață a Antarcticii de Est (EAIS) s-a stabilizat semnificativ în urma MMCT. Intensificarea glaciației a determinat o decoerență a depunerilor de sedimente din ciclul de excentricitate de 405 kyr.
MMWI s-a încheiat la aproximativ 11 Ma, când a început Intervalul Rece din Miocenul Târziu (LMCI). În miocenul târziu clima Pământului a început să prezinte un grad ridicat de asemănare cu cea din zilele noastre. Ciclul de modulare a oblicității de 173 kyr guvernat de interacțiunile Pământului cu Saturn a devenit detectabil în miocenul târziu. Groenlanda poate să fi început să aibă ghețari mari încă de la 8-7 Ma, deși clima în cea mai mare parte a rămas suficient de caldă pentru a permite supraviețuirea pădurilor de acolo până în pliocen.